# Грјазев-Шипунов ГШ-6-30
Грјазев-Шипунов ГШ-6-30 (рус. Грязев-Шипунов ГШ-6-30) је руски ротациони топ калибра 30 мм који се монтира на авионе и поморски аутотопoве које су користили совјетски и каснији војни авиони земаља ЗНД. ГШ-6-30 испаљује пројектил калибра 30×165 мм, 390 г (13+3⁄4 оз).

## Опис
ГШ-6-30, пројектован је почетком 1970-их, и уведен је службену употрбу 1975. године, састоји се од шест цеви ,услед чега подећа на ГШ-6-23 Грјазев-Шипунов. Заснован је на поморском АО-18(потпуно аутоматиѕовани ротирајући поморски топ)и коришћеном у систему АК-630. За разлику од већине модерних ротационих топова, овај ситем  ради на гасном принципу, а не помоћу хидрауличног погона, што му самим тим омогућава да се и брже „окрене“ и досегне максималну брзине паљбе, омогућавајући тиме да се више метака испали на мету у кратком рафалу. Ово оружје чини корисним у „псећим борбама“ ( dog fight-авио дуелима), где пилоти често имају веома мали отвор(прозор) кроз који могу да дејствују по непријатељу. Опаљење је електрично, као и код мањег ГШ-6-23.
На авиону МиГ-27,топ  ГШ-6-30 је морао да буде постављен укосо како би се апсорбовао трзај.Овај топ био је познат по високим (често непријатним) вибрацијама и екстремној буци. Вибрације оквира на  авиону доводиле су до замора материјала у виду пукотина на резервоарима за гориво, бројних кварова на радију и авионици, уз то све ово је учинило непоходним  коришћења писта са рефлекторима за ноћне летове (пошто би светла за слетање често била уништена), неки од проблема били су и кидање или заглављивања ,врата на предњем стајног трапу (што је довело до најмање три принудна слетања), пуцање рефлектора нишана, случајно одбацивање надстрешнице кокпита и најмање један случај пада инструмент табле у лету. Оружје је такође наносило велику колатералну штету, пошто је сам број фрагмената са детонирајућих пројектила био довољан да оштети авионе који су летели у радијусу од 200 метара од центра самог удара, укључујући ту авион са кога је вршено гађање.
Основна примена ГШ-6-30 остварена је авиону МиГ-27, који је носио ово оружје у гондоли испод трупа, првенствено за гађање и напад са копна. Постављан је и на неке авионе из серије Су-25ТМ, али је касније замењен двоцевним аутоматским топом ГШ-30-2 оригиналног Су-25. Такође се налази у употреби као једна од компоненти компонента борбеног система КАДС-Н-1- Каштан иначе зенитно артиљеријског комплекса.

## Варијанте
- ГШ-6-30М;
- АО-18Л; верзија коју користи АБМ-БЦМ30 даљинска оружна станица.
- ГШ-6-30К; Поморска варијанта Гш-6-30, такође позната као АО-18 која се користи у систему АК-630 ЦИВС.[2]
- АО-18К; Модернизовани АО-18 који користи Каштан КИВС.
- АО-18КД; Даље побољшан АО-18К са већом брзином паљбе и проширеним дометом који се користи у системима АК-630М2, Палма/Палаш и Панцир-М КИВС.[5]

## Корисници
- China
- India
- Russian Federation
- Vietnam

### Бивши корисници
- Soviet Union

### Опште референце
- Koll, Christian (2009). Soviet Cannon: A Comprehensive Study of Soviet Arms and Ammunition in Calibres 12.7mm to 57mm. Austria: Koll. стр. 305. ISBN 978-3-200-01445-9. Архивирано из оригинала 19. 10. 2009. г. Приступљено 11. 02. 2024.